# Nudge marketing
Pour les articles homonymes, voir Nudge.
Le nudge marketing, ou marketing incitatif, est une discipline émergente qui s'intéresse au comportement du consommateur.
Le but de cette discipline est d’inciter un individu à agir d’une certaine manière, sans jamais chercher à le contraindre, « nudge » signifiant « coup de pouce » en anglais. Pour l’instigateur de cette démarche, l'intérêt est de pouvoir agir sur différents leviers relatifs au processus décisionnel d'un consommateur, dans le but de lui faire adopter un comportement et ce pour un coût de revient très faible.
Le concept renvoie également à l’étude des mécanismes décisionnels d’un consommateur lorsque différents choix de comportement s’offrent à lui.
Cette notion est apparue après de nombreuses recherches sur la nature humaine et la psychologie.
Richard Thaler, professeur d’économie comportementale à l’Université de Chicago, et Cass Sunstein, professeur de droit à l'Université d'Harvard, sont les premiers à avoir publié sur le sujet en 2008, avec l'ouvrage Nudge : la méthode douce pour inspirer la bonne décision.

## Définitions
Dan Ariely, professeur de psychologie et d’économie comportementale, explique que les choix des individus sont globalement irrationnels, et surtout qu’ils sont prévisibles. En effet, il existe un écart entre ce que les consommateurs déclarent avoir comme intention, et leur comportement dans la réalité. Ce courant de pensée est à l’origine de la démarche nudge.
Pour Richard Thaler, l’objectif est « d’influencer en douceur le consommateur ». Il souligne le fait que « plutôt que de dire aux gens quoi faire, il vaut mieux les aider à atteindre leurs objectifs ». Pour R. Thaler et C. Sunstein, il s’agit « d’une version relativement modérée, souple et non envahissante du paternalisme, qui n’interdit rien et ne restreint les options de personne. Une approche philosophique de la gouvernance, publique ou privée, qui vise à aider les hommes à prendre des décisions qui améliorent leur vie sans attenter à la liberté des autres ».
Pour Étienne Gless, journaliste économique, « les nudges sont des incitations sans caractère obligatoire qui visent à rendre le comportement du consommateur plus vertueux ».
Les décisions des consommateurs s’appuient sur des critères plus subjectifs que rationnels. Elles ont parfois des conséquences négatives pour le consommateur lui-même, la collectivité ou la planète.
Le domaine d’application de cette discipline est très large, ce qui permet à n’importe quel type d’entreprise, d’organisation, ou de gouvernement d’initier une démarche nudge.

## Historique
À l'origine, la théorie du nudge fait son apparition dans les années 1970. Dès lors, l’économiste et psychologue Daniel Kahneman s’intéresse aux mécanismes décisionnels et à l’origine des résistances au changement.
Selon lui, la pensée fonctionne en deux temps : le premier système de pensée est rapide et gouverné par les émotions et l’instinct, le second, plus lent, est basé sur l’analyse et la réflexion.
Dans les actes quotidiens, le premier l’emporte souvent sur le second. Ces conclusions ont, depuis, été reprises par beaucoup d’économistes comportementalistes. Ce sont également ces conclusions qui ont inspiré à Cass Sunstein et à Richard Thaler la théorie qu'ils ont développée dans leur ouvrage en 2008, qui a contribué à populariser la discipline.
En 2002, Daniel Kahneman qui est alors prix Nobel d'économie, soutient la notion de « behavioral economics », ou « économie comportementale » en expliquant que les choix des individus sont irrationnels, car ils sont influencés par des biais cognitifs, des raccourcis mentaux, par l'environnement dans lequel l'individu se trouve, ainsi que par la norme sociale.
La démarche nudge est ensuite reprise par le gouvernement américain de Barack Obama en 2009, par le gouvernement britannique de David Cameron en 2010, puis adopté progressivement par l'Australie et par l'Union Européenne.
Plusieurs entreprises proposent des services d'accompagnement à la mise en place de dispositifs nudge. En France, l'institut de sondage BVA crée en 2013 la BVA Nudge Unit et son « nudge lab ».

## Enjeux et objectifs
L’enjeu principal du nudge marketing est d’inciter l’individu à agir de manière différente, sans le contraindre.
En aucun cas l’instigateur de la démarche (une entreprise ou une quelconque organisation) ne lui impose d’opter pour la solution qu’il considère comme la plus avantageuse. L’individu conserve son libre arbitre. Cependant, l’émetteur va promouvoir une option en mettant en avant les bénéfices pour l'utilisateur.
Le nudge s’appuie sur différents postulats qui permettent de guider la démarche :
- Messager : le consommateur est souvent influencé par l’émetteur du message.
- Incentive : les réponses du consommateur aux choix proposés sont orientées par des raccourcis mentaux.
- Normes : en tant que consommateur, l’individu est influencé par ce que font les autres (pression sociale, bonnes mœurs, éthique…).
- Défaut : le consommateur a tendance à suivre par défaut les choix sélectionnés, ou qui sont plébiscités.
- Saillance : l’attention est attirée par ce qui est nouveau et qui semble pertinent.
- Primauté : les actes sont influencés par des déclencheurs inconscients.
- Émotions : les associations émotionnelles du consommateur peuvent fortement orienter les actions entreprises.
- Cohérence : le consommateur cherche à être cohérent avec ses engagements publics.
- Ego : il agit de manière à avoir une bonne image de lui-même.

Cette démarche peut permettre de :
- Faciliter : l’émetteur va chercher à simplifier l’action de décision par défaut, voire à vulgariser le message pour qu’il soit le plus compréhensible possible.
- Attirer l’attention : il va chercher à montrer l’attractivité de l’offre, du choix, mais aussi des récompenses ou sanctions qui découlent du comportement de l’individu.
- Normaliser : le but est de montrer qu’un certain nombre de personnes ont adopté le comportement désiré par l’émetteur du nudge. L’émetteur cherche alors à utiliser le pouvoir des réseaux, et à favoriser l’engagement public.
- Planifier : il va également chercher à expérimenter le nudge au bon moment pour le consommateur, c’est-à-dire à casser ses habitudes pour modifier le processus décisionnel en faveur de l’émetteur, et généralement du consommateur aussi[9]Modèle:Refincs.

## Avantages et limites

### Avantages distinctifs
- Financièrement accessible : en comparaison aux campagnes de communication traditionnelles, la mise en place d'une démarche nudge peut se faire avec un budget restreint, alors que les canaux traditionnels représentent un investissement plus important[10]. De plus, les espaces de communication traditionnels sont très prisés par les marques, ce qui favorise la saturation de l'espace publicitaire et diminue ainsi l'impact du message publicitaire[11]. Le nudge se distingue également par sa viralité, ce qui permet parfois à un nudge appliqué localement, d'être connu gratuitement à plus grande échelle grâce au bouche à oreille et à la portée des médias sociaux.
- Facilement adoptable : l'objectif du nudge marketing étant de faire participer le consommateur et de le faire réfléchir face à une architecture de choix, il s'agit pour lui d'une démarche à forte implication. C'est la cible première de la démarche, et on cherche à le confronter à des choix de comportement, ce qui diffère grandement de la communication traditionnelle. Le consommateur aura donc tendance à être plus ouvert, plus marqué par l'expérience, ce qui va favoriser l'adoption de la bonne pratique qui a voulu être inculquée[12].
- Positivement perçu : une démarche nudge efficace peut aussi être un moyen d'améliorer l'image d'une marque. L'objectif pour l'émetteur est alors de lier sa marque au « bon comportement » qu'il veut inculquer, en passant par le nudge. Si le consommateur est capable d'identifier la marque et de l'associer à une démarche nudge efficace, alors il s'agit d'une plus-value indéniable pour l'image de la marque. En effet, dans un contexte où le consommateur est confronté à de plus en plus de choix de consommation, pouvoir faire le lien entre l'éthique et les valeurs de l'entreprise, peut être un bon moyen de fidéliser la clientèle et de la faire adhérer durablement aux valeurs prônées par la marque[13].
- Écologiquement utile : à l'origine, les démarches nudge ont été initiées pour avoir un impact positif sur l'environnement, avant d'être étendues à d'autres domaines. L'effet recherché était d'inciter les foyers à consommer moins d'énergie, d'où l’apparition de la notion de « green nudge »[14].
- Commercialement innovant : il s'agit également d'une démarche innovante, qui permet au marketing de continuer à être efficace envers les consommateurs. Les espaces publicitaires traditionnels étant de plus en plus saturés, cette discipline émergente permet de stimuler différemment le consommateur, et de mieux comprendre le cheminement de sa pensée lorsque différents choix de consommation s'offrent à lui[11].

### Limites et critiques

#### Dark pattern
Une stratégie nudge est synonyme de précautions à prendre. L’influence sur le choix des individus doit respecter l’éthique. Il est aussi important que les actions engendrées soient bénéfiques à cet individu : le bénéfice ne doit pas revenir qu’à l’instigateur du nudge.
Ainsi, la collecte des consentements aux cookies mettent souvent en avant le bouton « accepter », et atténue la visibilité du bouton « refuser ».

#### Des actions à double tranchant
Même si nudge a initialement de bonnes intentions, il peut parfois être inefficace et même inadapté à la situation. Dans certains cas, influencer les choix des individus peut engendrer des comportements qui ne sont pas forcément dans l’intérêt recherché.
Par exemple, une entreprise londonienne désireuse d’agir contre le jet de mégots de cigarettes dans la rue a installé deux grandes « bennes » faisant office de cendriers dans la rue. Chaque container était représenté par un des meilleurs joueurs de football au monde, et le fait de jeter son mégot dans une des deux bennes représentait symboliquement un vote pour le joueur associé. Cela a permis de laisser les rues propres aux alentours, mais cette technique incite également les gens à fumer pour « voter » pour leur joueur favori.
De plus, la démarche complète est difficile à mettre en œuvre car elle requiert le suivi de différentes étapes bien précises pour faire changer un comportement à long terme :
1. Définir concrètement le défi à relever. L’émetteur du nudge doit s’appuyer sur des faits, sur un constat qu’il est désireux de voir changer, aussi bien dans son intérêt que dans celui des consommateurs, sans jamais les contraindre.
2. Formaliser le but à atteindre : vers quel comportement « idéal » l’émetteur souhaite encourager ses clients ou ses salariés ? il est indispensable d’être le plus explicite possible et de prendre en compte les bénéfices pour le consommateur (ce qui induit d’envisager tous les scénarios de choix possibles).
3. Savoir pourquoi l’émetteur veut aider le salarié ou le client à changer de comportement. En quoi le comportement actuel n’est-il pas optimal ?
4. Quel type de clients faut-il concerner ? Y a-t-il un profil spécifique ? Des scénarios différents en fonction de la cible étudiée ?
5. Comment mesurer l’effet du nudge ? Il faut être capable de mesurer son impact, avec une mesure avant / après cohérente, pour en interpréter les résultats.
6. Quel défi éthique le nudge envisagé permet-il de relever ? Quelles parties prenantes sont impliquées ? L’entreprise est-elle légitime pour lancer cette démarche ? Quels partenaires sont à envisager[9] ?

Toutes ces étapes sont autant de problématiques à prendre en compte pour initier une démarche nudge réfléchie, et qui aura un réel impact durable sur les choix des consommateurs concernés.
Les coûts et bénéfices du nudge mis en place doivent être mesurés en situation réelle. Dans la plupart des cas, l’émetteur va observer le comportement des consommateurs avant la mise en place du nudge pour ressortir des tendances chiffrées, et après, pour pouvoir analyser l'impact de la démarche.

## Usages et applications

### Politique
Le gouvernement de Barack Obama aux États-Unis et de David Cameron au Royaume-Uni ont notamment eu recours à des démarches nudge, respectivement en 2009 et 2010.
Dans cette optique, David Cameron a engagé en 2010 une équipe spécialement dédiée au nudge marketing, la Nudge Unit.
L’objectif était alors d’inciter les contribuables anglais à payer leurs impôts et taxes dans les délais impartis. Pour cela, le gouvernement envoyait des avertissements aux retardataires en leur signalant que leurs voisins avaient bien payé leurs impôts à temps.
Le gouvernement français indique avoir « repensé et modifié l’architecture des choix (ordre, présentation, mise en avant des bénéfices pour l’usager) » sur ses sites pour favoriser les recours aux services en ligne.
La comparaison sociale est une méthode largement utilisée en nudge marketing.
Aussi, la dématérialisation de la déclaration d’impôt doit une partie de sa réussite au nudge ; en 2014, le Secrétariat général pour la modernisation de l'action publique et l'institut BVA remportèrent le Trophée d’or du Marketing, dans la catégorie Etudes pour leurs travaux de nudge qui a permis d’enregistrer un million de télédéclarants supplémentaires,.

### Entreprises

#### Urinoirs de l'aéroport d'Amsterdam-Schiphol
Désireux de réduire le coût du nettoyage quotidien des sanitaires, les responsables de l’aéroport d'Amsterdam-Schiphol aux Pays-Bas ont fait dessiner une mouche à un endroit stratégique des urinoirs. Les usagers, joueurs, se sont appliqués à viser la mouche et les frais de nettoyage ont diminué de 80%.
La tentation du jeu s’avère ici bien plus efficace que les traditionnels messages incitatifs apposés sur les murs.

#### Procter & Gamble
L’entreprise américaine s'est également approprié une démarche nudge. L’objectif était d’encourager les utilisateurs de la lessive Ariel à laver leur linge, non pas à 50 °C ou plus (ce qui constitue un gaspillage énergétique), mais plutôt à 30 °C.
D'après Eric Singler, deux leviers d'action ont été utilisés pour atteindre cet objectif :
- le packaging du produit a été changé, suggérant fortement une utilisation à 30 °C avec la mention « Turn to 30° » en gros caractères ;
- l'entreprise a utilisé un visuel du bouton de la machine à laver. Pour E. Singler, on agit sur la saillance de l’information communiquée au bon moment, mais aussi sur la crédibilité de l'émetteur qu’est Ariel.

Les résultats de cette campagne ont été très encourageants. En effet, le pourcentage d’utilisateurs lavant leur linge à 30 °C est passé de 2 % à 17 %, tandis que la réduction d’émission de CO2 est estimée à 58 000 tonnes.
Pour Ariel, il s'agit d'une situation gagnant-gagnant : la marque construit une image de citoyenneté tout en communiquant l’efficacité de son produit à basse température.

#### Soupe Campbell
Des universitaires ont étudié la promotion de la marque de la soupe Campbell.
Des boites en conserve de soupes sont passées de 89 centimes de dollar à 79 centimes. Les consommateurs prennent environ 3 boîtes.
La promotion a été accompagnée d'une limitation du nombre maximal de boites qu'il était possible d'acheter. Le raccourci mental utilisé ici est la rareté et le panier moyen est monté à 7 boites,.
Cet exemple montre une application qui n'est pas clairement favorable au consommateur.

### Santé publique
Le nudge peut aussi s’avérer très intéressant pour changer les comportements des individus en termes de santé publique.
Le gouvernement britannique a adopté une stratégie nudge pour tenter de convaincre ses citoyens de donner leurs organes. La phrase « Chaque jour, des personnes visitent cette page et adhèrent au programme » est apparue sur le site officiel du gouvernement anglais. Cela a suffi à faire évoluer les mentalités car les résultats ont été très encourageants. Le gouvernement a relevé 1 300 adhésions supplémentaires par semaine, soit un potentiel de 96 000 adhésions annuelles à la suite de cette simple action.
Ici aussi, il s’agit de la comparaison aux autres qui incite à faire le bon geste, puisque la phrase rajoutée a été utilisée comme norme sociale, à laquelle les citoyens britanniques se sont comparés.

### Environnement
Le principe de comparaison sociale a également été utilisé pour faire adopter des comportements plus responsables et écologiques aux individus.
Une démarche nudge a été mise en place pour réduire la consommation énergétique de certains foyers américains.
En effet, les relevés de consommation électrique des foyers étaient envoyés aux individus accompagnés d’une comparaison avec la consommation de leurs voisins. Si la consommation était inférieure, un smiley et la mention « Great » apparaissaient. À l’inverse, en cas de consommation excessive, des conseils étaient proposés aux individus.
Cette seule comparaison a suffi à faire prendre conscience aux citoyens américains de tous les enjeux environnementaux, et à les inciter à changer leurs habitudes.
Selon l’entreprise américaine Opower (en) à l'origine de cette démarche, ce nudge qui consistait concrètement en la modification du courrier reçu par les foyers, a eu un coût quasi inexistant, et a permis d'économiser plus de 250 millions de dollars sur 600 000 foyers.

### Transports
En Île-de-France, le nudge est expérimenté par Transilien (activité de la SNCF), notamment pour augmenter les validations des titres de transport ou favoriser certains sens des flux piétons dans les souterrains.

### Assurances
L'étude du nudge marketing est de plus en plus poussées par les assureurs français, notamment pour réduire le nombre de fausses déclarations. Elles cherchent à inciter les sociétaires à agir de manière raisonnable et à développer une proximité plus poussée car les assurances désirent de plus en plus être vue comme des accompagnateurs, des aides, et non comme une dépense obligatoire. Par conséquent, si une bonne relation est développée entre un sociétaire et une assurance, il y aura assurément moins de fausses déclarations, d'où cet intéressement croissant des compagnies d'assurance envers le Nudge.